# Francisco Spínola
Francisco Spínola (16 de Janeiro de 1980) é um empresário português, que também faz surf. É o director geral da Liga Mundial de Surf (WSL) para a Europa, África e Médio Oriente, com sede em Lisboa.
Desde 2009 que Francisco Spínola organiza a etapa do capeonato mundial de surf em Supertubos, em Peniche, representando a WSL em Portugal..
Em Junho de 2018, na qualidade de representante em Portugal da WSL, anunciou que a sede europeia da organização, instalada desde finais da década de 1980 em Cabpreton, em França, seria deslocada para Lisboa,  justificando a alteração com a organização nas ondas portuguesas das suas principais provas, tanto etapas dos circuitos mundiais masculinos, femininos e de ondas gigantes, assim como dos Mundiais de júniores. A proximidade das praias de uma cidade como Lisboa, com todas as acessibilidades de uma capital europeia, oferecendo surf a meia hora do centro, assim como condições para a prática da modalidade durante todo o ano, foram igualmente factores para a instalação da sede europeia na capital portuguesa, constituindo-se também como centro decisório em África e no Médio Oriente. Em Novembro de 2018 a WSL anunciou a escolha de Francisco Spínola para dirigir a Europa, África e Médio Oriente (EMEA).
Francisco Spínola é trineto materno de Francisco Maria de Almeida Grandella, fundador dos Armazéns Grandella, em Lisboa. É casado com Catarina "Pimpinha" Jardim Leitão, e genro da socialite portuguesa Cinha Jardim. O casal oficializou a sua união em 2012, sendo pais de dois filhos, Francisco e Raul.